# Arrenurus tacomaensis
Arrenurus tacomaensis är en kvalsterart som beskrevs av Marshall 1924. Arrenurus tacomaensis ingår i släktet Arrenurus och familjen Arrenuridae. Inga underarter finns listade i Catalogue of Life.